# Owen Thomas Edgar
Owen Thomas Edgar (* 17. Juni 1831 in Philadelphia, Pennsylvania; † 3. September 1929) war nach Informationen des US-Veteranenministeriums der letzte überlebende Veteran des Mexikanisch-Amerikanischen Krieges.

## Leben
Der in Philadelphia geborene Edgar wurde am 10. Februar 1846 von der United States Navy eingezogen und am 8. August 1849 entlassen. Er versah auf den Fregatten Potomac, Allegheny, Pennsylvania und Experience Dienst. Nach seiner Entlassung arbeitete er 21 Jahre lang für das Bureau of Engraving and Printing und anschließend weitere 30 Jahre für eine Bank. Ab 1917 lebte er im John Dickson Altenheim in der Nähe von Washington, D.C. Edgar starb am 3. September 1929 nach einer Beinfraktur infolge eines Sturzes. Er wurde auf dem Kongressfriedhof in Washington beigesetzt.